# Galina Brejneva
Galina Leonidovna Brejneva, em russo Гали́на Леони́довна Бре́жнева (Sverdlovsk, União Soviética, 18 de Abril de 1929 – Dobrinikha, Rússia, 30 de junho de 1998) foi uma das mais conhecidas socialites do mundo comunista e filha do presidente soviético Leonid Brejnev. Talvez a personalidade menos querida de seu país, Galina era muitas vezes motivo de chacota, por ter adquirido uma reputação escandalosa, devido a sua natureza excêntrica e irritada, suas atividades criminosas e clandestinas contra o governo do próprio pai e seus muitos romances e casamentos, sem que nenhum fosse devidamente resolvido.

## Biografia
Filha de Leonid Ilitch Brejnev e de Viktoria Petrovna Brejneva (1907-1995), na infância e juventude viajou para muitos lugares devido as funções do pai, formou-se em Filosofia na Universidade Estadual de Dnepropetrovsk, graduou-se na mesma área na Universidade Estadual de Quixineve.
Galina ganhou celebridade no Ocidente por ser uma das figuras a chefiar a máfia russa, a Piramida, e ainda mais por ser filha do presidente soviético, o que foi motivo de constrangimento para toda a família Brejnev, que via Galina com maus olhos.
Galina Leonidovna tornou-se uma das figuras mais escandalosas da elite soviética.

Foi casada várias vezes, com os menos confiáveis maridos, como o excêntrico ator Igor Kyo, o artista Maris Liepa, о ator Boris Buriattse, considerado o mais escandaloso dos maridos, tendo ambos se envolvido no comércio de jóias roubadas, e também o coronel da polícia soviética Iuri Tchurbanov, o "menos terrível" dos maridos, que além dos envolvimentos com a corrupção, também a internou como dependente química.
Mesmo sendo filha do homem mais poderoso do mundo, Galina se ligou a furto, prostituição e embriaguez, tornando-se uma verdadeira vergonha para seu pai.

Apesar de nacionalmente reconhecida, após uma sequência de incidentes, Galina passou a desaparecer gradualmente da mídia. Uma de suas últimas aparições públicas foi no funeral de seu pai. Brejneva era desaconselhada a aparecer em público, simplesmente pelo fato de seu pai temer alguma represália contra a filha. Depois da morte do pai, Galina esteve praticamente presa e internada, e portanto já não se ouvia mais notícias sobre ela até sua morte.
Os que lhe eram próximos apontam para as suas qualidades positivas, como bondade e assistência a muitos trabalhadores de cultura.

Por natureza, Galina foi geralmente boa, mas, de acordo com biógrafos, Galina Brejneva foi extremamente prejudicada pelo acesso ao poder, conexões ao dinheiro de seu pai, tendo sido incapaz de lidar com as tentações e os caprichos de velhos hábitos em que era acostumada, à atmosfera de adulação e falsidade que a rodeava em sua infância.
Em 1982, após a morte de Brejnev, que era a única pessoa que ainda a suportava sinceramente, Galina Brejneva é condenada e fica sob prisão domiciliar em sua casa, em Moscovo, e cai em desgraça durante a nova administração, mas os dirigentes soviéticos, por respeito ao seu pai, permitem que Galina fique com a datcha, o automóvel e outros bens.
 
Após a desintegração da União Soviética, foi acusada de roubo de objetos de valor, mas foi absolvida por motivos de saúde, mais tarde, antes de morrer, participou de um grupo de igreja.
Após a privatização do hospital onde foi internada por Tchurbanov, o último marido, Brejneva foi transferida por sua filha do primeiro casamento, Victoria Filipova, a um hospital psiquiátrico de menores recursos, onde morreu em 30 de junho de 1998.

Foi enterrada no Cemitério Novodevichy, ao lado da mãe, em um funeral que contou com poucas pessoas.

Os jornais televisivos a descreveram como a princesa da União Soviética, tanto por ser filha do presidente como pela sua beleza na juventude.

## Cinema
Em 2008, em cinemas russos, foi lançado o filme Galina sobre o destino de Galina Brejnev. De acordo com os criadores do filme, o filme é sobre uma mulher cujo destino se tornou refém dos grandes políticos e poderosos. A atriz principal do filme é Ludmila Nilo.

## Galeria externa
- Retrato de Galina Brejneva
- Foto de Casamento de Galina com Tchurbanov
- Galina dança com o pai Leonid Brejnev
- Galina e o marido Iuri Tchurbanov[ligação inativa]
- Galina e o marido com o vice-presidente Konstantin Chernenko
- Galina sucumbe à decadência
- Galina na casa de repouso
- Túmulo de Viktoria e Galina Brejneva